# Distichophyllum vitianum
Distichophyllum vitianum är en bladmossart som beskrevs av Mitten 1868. Distichophyllum vitianum ingår i släktet Distichophyllum och familjen Hookeriaceae. Inga underarter finns listade i Catalogue of Life.